# Walter Schmidt (Politiker, 1898)
Walter Schmidt (* 20. Juli 1898 in Halle/Saale; † 11. November 1982 in Göttingen) war ein deutscher Politiker (NSDAP/CDU) und Mitglied des Niedersächsischen Landtages.

## Leben
Nach dem Besuch der Oberrealschule begann Schmidt eine Laufbahn als Verwaltungsbeamter im gehobenen Dienst. Im Ersten Weltkrieg war er von 1916 bis 1918 Kriegsteilnehmer, danach Offizier der Reserve. Er studierte an zwei Verwaltungsakademien und trat 1929 als Abteilungsdirektor der Werke der Stadt Halle AG in den höheren Verwaltungsdienst ein. Zudem übernahm er nebenamtlich in einer Betriebskrankenkasse und einer Wohnungsbaugesellschaft die Geschäftsführung, und er agierte in einer Gesellschaft für Gasfernversorgung als Handlungsbevollmächtigter. 
Von 1924 bis 1929 war er Stadtverordneter der Deutschvölkischen Freiheitsbewegung in Halle.
In der Zeit des Nationalsozialismus trat er der NSDAP bei (Mitgliedsnummer 4.043.516).
1939 wurde er als Stadt- und Wohnungsbaudirektor zum Chef der Zivilverwaltung abgeordnet. 1942 wurde er Kreisamtsleiter der NSDAP im von der Wehrmacht besetzten Litzmannstadt (Łódź), dort war er auch als Oberverwaltungsrat tätig.
Nach Kriegsende war er für die Regierung in Merseburg tätig, im Januar 1949 wurde er als Direktor der Verwaltungsschule und des Verwaltungsseminars nach Oldenburg berufen.
Schmidt war in den Jahren bis 1933 und nach 1956 in verschiedenen Organisationen der Beamtenbewegung aktiv und übernahm dort leitende Funktionen. Er war im Deutschen Beamtenbund in Niedersachsen Landesvorsitzender und Landesvorsitzender im Bund Deutscher Kommunalbeamter. Zudem war er Verwaltungsratsmitglied der Deutschen Beamtenversicherung in Berlin und Mitglied des NDR-Rundfunkrates in Hamburg.
Für sein Wirken wurde ihm das Verdienstkreuz Erster Klasse des Verdienstordens der Bundesrepublik Deutschland überreicht. 
Vom 6. Mai 1955 bis 5. Juni 1967 war er Mitglied des Niedersächsischen Landtages (3. bis 5. Wahlperiode), wo er in der Zeit vom 26. November 1956 bis 5. Mai 1959 den Vorsitz im Sonderausschuss für Beamtenrechtsfragen übernahm.